# Viggianello (Korsika)
Viggianello (korsisch Vighjaneddu) ist eine Gemeinde  mit 890 Einwohnern (Stand 1. Januar 2022) auf der französischen Mittelmeerinsel Korsika. Sie gehört zum Département Corse-du-Sud, zum Arrondissement Sartène und zum Kanton Sartenais-Valinco. Sie grenzt im Nordwesten an Olmeto, im Nordosten an Fozzano, im Osten an Arbellara, im Süden an Sartène und im Westen an Propriano. Das Siedlungsgebiet liegt auf 312 Metern über dem Meeresspiegel. Die Bewohner werden Viggianellais und Viggianellaises genannt.

## Bevölkerungsentwicklung
| Jahr      | 1962 | 1968 | 1975 | 1982 | 1990 | 1999 | 2008 | 2013 | 2020 |
| --------- | ---- | ---- | ---- | ---- | ---- | ---- | ---- | ---- | ---- |
| Einwohner | 190  | 190  | 239  | 274  | 365  | 417  | 578  | 685  | 854  |

## Sehenswürdigkeiten
- Pfarrkirche Saint-Sauveur, erbaut 1863